# Ginestra degli Schiavoni
Ginestra degli Schiavoni – miejscowość i gmina we Włoszech, w regionie Kampania, w prowincji Benewent.
Według danych na I 2009 gminę zamieszkiwało 528 osób przy gęstości zaludnienia 35,7 os./1 km².